# 翠园街道
翠园街道，是中华人民共和国湖南省邵陽市大祥区下辖的一个乡镇级行政单位。

## 行政区划
翠园街道下辖以下地区：
拦河坝社区、李子园社区、翠园社区、三八亭社区和砂子坡社区。